# Lamprolonchaea pipinna
Lamprolonchaea pipinna är en tvåvingeart som beskrevs av Mcalpine 1964. Lamprolonchaea pipinna ingår i släktet Lamprolonchaea och familjen stjärtflugor. Inga underarter finns listade i Catalogue of Life.